# Doryang-dong
Doryang-dong (koreanska: 도량동)  är en stadsdel i staden Gumi i provinsen Norra Gyeongsang i den centrala delen av Sydkorea, 200 km sydost om huvudstaden Seoul.